# Romanivka, Horodok
Romanivka (în ucraineană Романівка) este un sat în comuna Koropuj din raionul Horodok, regiunea Liov, Ucraina.

## Demografie
Componența lingvistică a localității Romanivka
     Ucraineană (99,45%)
     Alte limbi (0,55%)
Conform recensământului din 2001, majoritatea populației localității Romanivka era vorbitoare de ucraineană (99,45%), existând în minoritate și vorbitori de alte limbi.